# Neil Flynn
Neil Richard Flynn (Chicago, 13 novembre 1960) è un attore statunitense, conosciuto in particolare per i ruoli dell'Inserviente dell'ospedale della sitcom Scrubs - Medici ai primi ferri e di Mike Heck nella serie The Middle.

## Biografia
Neil Flynn nasce a Chicago da genitori di origini irlandesi. Ancora in giovane età i suoi genitori si trasferirono a Waukegan in Illinois, dove Neil visse per molti anni. È stato un alunno della Waukegan East High, dove si è diplomato nel 1978. Nel 1982 si è laureato alla Bradley University di Peoria e nello stesso anno ritornò a Chicago per intraprendere la sua carriera d'attore. Nel 1989 prende parte al film Major League - La squadra più scassata della lega.
Quattro anni dopo nel 1993 ha una parte nel film La recluta dell'anno. Lo stesso anno interpreta il ruolo di un poliziotto nel film Il fuggitivo (ripreso anche nell'episodio La mia amica medico della terza serie di Scrubs - Medici ai primi ferri). Nel 1994 prende parte al film Baby Birba - Un giorno in libertà. Nel 1996 ha una piccola parte nel film Reazione a catena, con Keanu Reeves. Nel 1997 appare in Mamma, ho preso il morbillo. Nel 1999 interpreta il buttafuori di una discoteca in That '70s Show e ha una parte nel film drammatico Magnolia.
Appare anche in una puntata di Joey nel ruolo di un prete. Lo troviamo inoltre nel ruolo di Zack nel film Tutti i numeri del sesso. Interpretava anche il padre di Lindsay Lohan in Mean Girls, e in Major League - La squadra più scassata della lega come cittadino di Cleveland sostenitore degli Indians. Nel 2008 ricopre il ruolo di Paul Smith, agente dei servizi segreti statunitensi, nel film Indiana Jones e il regno del teschio di cristallo. Appare inoltre in singole puntate dei telefilm The District, NCIS - Unità anticrimine, CSI - Scena del crimine, Smallville e Seinfeld. Dal 2009 al 2018 ha interpretato Mike Heck nella serie Tv The Middle.

## Filmografia

### Cinema
- Major League - La squadra più scassata della lega (Major League), regia di David S. Ward (1989)
- La recluta dell'anno (Rookie of the Year), regia di Daniel Stern (1993)
- Il fuggitivo (The Fugitive), regia di Andrew Davis (1993)
- Baby Birba - Un giorno in libertà (Baby's Day Out), regia di Patrick Read Johnson (1994)
- The Fence, regia di Peter Pistor (1994)
- Reazione a catena (Chain Reaction), regia di Andrew Davis (1996)
- Mamma, ho preso il morbillo (Home Alone 3), regia di Raja Gosnell (1997)
- Magnolia, regia di Paul Thomas Anderson (1999)
- Tentazione pericolosa (The Right Temptation), regia di Lyndon Chubbuck (2000)
- The Removers, regia di Jon Schnepp - cortometraggio (2001)
- Brainwarp, regia di Jon Schnepp - cortometraggio (2003)
- Mean Girls, regia di Mark Waters (2004)
- Hoot , regia di Wil Shriner (2006)
- '77, regia di Patrick Read Johnson (2007)
- Tutti i numeri del sesso (Sex and Death 101), regia di Daniel Waters (2007)
- Wild Girls Gone, regia di John Ennis (2007)
- Indiana Jones e il regno del teschio di cristallo (Indiana Jones and the Kingdom of the Crystal Skull), regia di Steven Spielberg (2008)

### Televisione
- Brookside - serie TV, episodio 1x06 (1982)
- CBS Summer Playhouse - serie TV, episodio 1x02 (1987)
- Sable - serie TV, episodio 1x05 (1987)
- Doogie Howser - serie TV, episodio 1x01 (1989)
- Vietnam addio (Tour of Duty) - serie TV, episodio 2x14 (1989)
- ABC Afterschool Specials - serie TV, episodio 22x01 (1993)
- To Sir, with Love II, regia di Peter Bogdanovich - film TV (1996)
- Ultime dal cielo (Early Edition) - serie TV, episodi 1x01-1x13-2x03 (1996)
- Seinfeld - serie TV, episodio 8x22 (1997)
- Ellen - serie TV, episodio 5x17 (1998)
- The Drew Carey Show - serie TV, episodio 4x11 (1998)
- I viaggiatori (Sliders) - serie TV, episodio 5x10 (1999)
- Chicago Hope - serie TV, episodio 6x04 (1999)
- That '70s Show - serie TV, episodio 2x03 (1999)
- In tribunale con Lynn (Family Law) - serie TV, episodio 2x05 (2000)
- Then Came You - serie TV, episodio 1x06 (2000)
- Scrubs - Medici ai primi ferri (Scrubs) - serie TV, 170 episodi (2001-2009) - Inserviente
- The District - serie TV, episodio 1x13 (2001)
- The Norm Show - serie TV, episodio 3x20 (2001)
- Boston Public - serie TV, episodio 2x14 (2002)
- CSI - Scena del crimine - serie TV, episodio 2x13 (2002)
- Natale con i Muppet (It's a Very Merry Muppet Christmas Movie) - film TV (2002)
- NYPD - New York Police Department (NYPD Blue) - serie TV, episodio 9x19 (2002)
- Smallville - serie TV, episodi 2x21-3x21 (2003-2004)
- Love, Inc. - serie TV, episodio 1x05 (2005)
- Joey - serie TV, episodio 2x21-2x22 (2006)
- My Boys - serie TV, episodio 1x11 (2006)
- Jimmy fuori di testa (Re-Animated), regia di Bruce Hurwit - film TV (2006)
- The Naked Trucker and T-Bones Show - serie TV, episodio 1x07 (2007)
- Alive and Well, regia di Chris Peckover - cortometraggio (2007)
- Monkey Talk, regia di George Gaede e Peter A. Hulne - cortometraggio TV (2009)
- The Middle - serie TV, 215 episodi (2009-2018)
- CollegeHumor Originals - serie TV, episodio 1x88 (2011)
- Newsreaders - serie TV, episodio 1x09 (2013)
- Undateable - serie TV, 1 episodio (2015)
- Abby's - serie TV, 10 episodi (2019)
- Shrinking - serie TV, episodio 1x09 (2023)

### Doppiatore
- Buzz Lightyear da Comando Stellare (Buzz Lightyear of Star Command) - serie TV, 24 episodi (2000-2001)
- Clone High - serie TV, 12 episodi (2002-2003)
- King of the Hill - serie TV, episodio 9x10 (2005)
- Kim Possible - serie animata, episodi 2x04 - 4x10 (2003-2007)
- Piovono polpette (Cloudy with a Chance of Meatballs), regia di Phil Lord e Chris Miller (2009)
- Ratchtet & Clank: L'Idraulico - videogioco (2002)
- Ratchet & Clank: Fuoco a volontà - videogioco (2003)
- Ratchet & Clank 3 - videogioco (2004)
- Untitled Phil Hendrie Project - film TV (2004)
- King of the Hill - serie TV, episodio 9x10 (2005)
- Bob's Burgers - serie TV, episodio 3x15 (2013)
- Randy Cunningham: 9th Grade Ninja - serie TV, 3 episodi (2012-2015)

## Doppiatori italiani
Nelle versioni in italiano delle opere in cui ha recitato, Neil Flynn è stato doppiato da:
- Nino Prester in Scrubs - Medici ai primi ferri, Joey, Undateable
- Massimo De Ambrosis in Hoot, The Middle (ep. 6x19-24, st. 7-9), Abby's
- Paolo Buglioni in Tutti i numeri del sesso, Shrinking
- Davide Marzi in La recluta dell'anno
- Massimo Lodolo in NYPD - New York Police Department
- Vittorio De Angelis in The Middle (st. 1-5, ep. 6x01-6x18)
- Stefano Mondini in Indiana Jones e il regno del teschio di cristallo
- Enrico Di Troia in Boston Public
- Mario Cordova in Major League - La squadra più scassata della lega
- Eugenio Marinelli in Mean Girls
- Gerolamo Alchieri in Smallville (ep. 2x21)
- Ambrogio Colombo in Smallville (ep. 3x21)
- Federico Danti in Girls5eva